# Итн Естејтс (Охајо)
Итн Естејтс (енгл. Eaton Estates) насељено је место без административног статуса у америчкој савезној држави Охајо.

## Демографија
По попису из 2010. године број становника је 1.222, што је 187 (-13,3%) становника мање него 2000. године.
| Група             | 2000.         | 2010.         |
| Белци             | 1.369 (97,2%) | 1.166 (95,4%) |
| Афроамериканци    | 6 (0,4%)      | 9 (0,7%)      |
| Азијати           | 3 (0,2%)      | 3 (0,2%)      |
| Хиспаноамериканци | 18 (1,3%)     | 25 (2,0%)     |
| Укупно            | 1.409         | 1.222         |